# Museu dos Santuários Andinos
O Museu dos Santuários Andinos (espanhol: Museo Santuarios Andinos) é um museu arqueológico em Arequipa, Peru.

## História
O museu foi fundado em 1996 pela resolução N° 3966-R-97, a criação deste museu foi para conservar os artefatos arqueológicos do projeto Santuários de Altura del Sur Andino, este projeto começou em 1980 pelos arqueólogos José Chavéz e Johan Reinhard nas montanhas do sul do Peru. Em março de 2020, dois arqueólogos da Universidade Católica de Santa María realizaram uma análise dos têxteis do museu. Em novembro de 2020, o museu foi declarado Patrimônio Cultural Nacional pelo Ministério da Cultura.

## Coleções
O museu contém a múmia Juanita, múmia que foi encontrada no vulcão Ampato após uma expedição em 1995 dos arqueólogos José Chavez e Johan Reinhard.  O museu possui uma coleção de peças de cerâmica policromada, o museu também possui as conchas Spondylus que foram transportadas da costa do Peru para o maciço pelos sacerdotes incas, também o museu possui bonecos de tecido representando pessoas e bolsas de tecido usadas pelos povos indígenas do Peru para coletar folhas de coca. O museu também possui fotografias de camelídeos sul-americanos. O museu contém restos arqueológicos de sacrifícios humanos no vulcão Misti. O museu exibe Aríbalo incaico [es] e utensílios antigos utilizados pelas civilizações indígenas do Peru, além disso, o museu contém estatuetas de cobre, prata e ouro. O museu também contém qirus de madeira e uma coleção de metais que eram usados como oferendas indígenas aos deuses. O museu também contém a Urpicha mummy [es]. O museu também contém a múmia Sarita encontrada no vulcão Sara Sara.